# Cavaliere senza testa

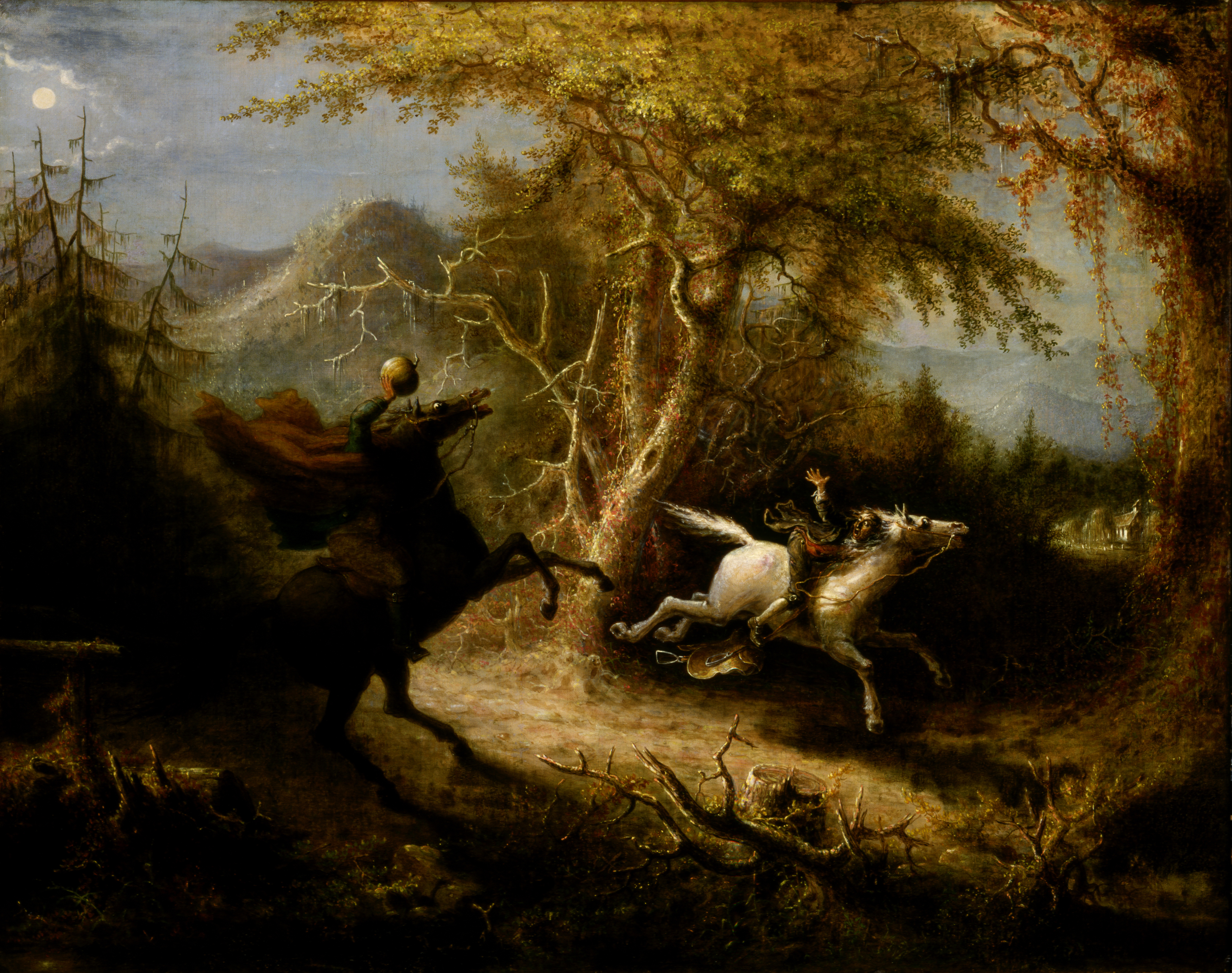
Il Cavaliere senza testa insegue Ichabod Crane, dipinto di John Quidor (1858)

Il cavaliere senza testa è un personaggio del folclore europeo almeno sin dal Medioevo.

## Mitologia celtica
L'irlandese dullahan o dulachán ("uomo scuro") è un folletto senza testa, che generalmente cavalca un cavallo nero e porta la sua testa sotto la sua coscia (o la tiene in alto per vedere a grandi distanze). Brandisce una frusta creata dalla colonna vertebrale di un cadavere umano. Quando il dullahan smette di cavalcare, si verifica una morte; il dullahan chiama un nome, e in quel momento la persona chiamata muore immediatamente. In un'altra versione, è il conducente senza testa di una carrozza nera. Una figura simile, il gan ceann ("senza una testa"), può essere scacciata indossando un oggetto dorato o mettendone uno sul suo cammino.
Il più illustre racconto scozzese di un cavaliere senza testa riguarda un uomo chiamato Ewen decapitato in una battaglia tra clan a Glen Cainnir sull'isola di Mull. La battaglia gli negò ogni possibilità di diventare un capo, e sia lui che il suo cavallo sono senza testa nei resoconti della sua infestazione in quella zona.

## Folclore tedesco
Le Leggende tedesche dei Fratelli Grimm (Deutsche Sagen) raccontano due storie di un cavaliere senza testa visto con i loro occhi.
Una è ambientata a Dresda in Sassonia; in questo racconto, una donna di Dresda esce presto una domenica mattina per raccogliere ghiande nella foresta. In un posto chiamato "Acque Perdute", sente il richiamo di un corno da caccia. Quando lo sente di nuovo, si volta e vede un uomo senza testa in un lungo cappotto grigio seduto su un cavallo grigio.
In un altro racconto, ambientato a Braunschweig in Bassa Sassonia, un uomo senza testa chiamato "il cacciatore selvaggio" suona un corno per avvisare i cacciatori di non cavalcare il giorno successivo, perché si imbatteranno in un incidente.
In alcune versioni tedesche dell'uomo senza testa, cerca i responsabili di crimini mortali. In altre, ha un branco di segugi neri con lingue di fuoco.

## Folclore statunitense
Il Cavaliere senza testa è un personaggio immaginario del racconto La leggenda di Sleepy Hollow dello scrittore statunitense Washington Irving, inclusa nella raccolta di racconti intitolata Il libro degli schizzi e trasformatasi in una famosa leggenda del folclore statunitense grazie alla letteratura e a diversi film.
La leggenda del cavaliere senza testa comincia a Sleepy Hollow, durante la Guerra d'indipendenza americana. Secondo il folclore tradizionale il Cavaliere era un artigliere hessiano che fu ucciso durante la Battaglia di White Plains nel 1776. Fu decapitato da una palla di cannone americana, e i resti frantumati della sua testa furono lasciati sul campo di battaglia mentre i suoi commilitoni portavano via velocemente il suo corpo. Alla fine lo seppellirono nel cimitero della vecchia chiesa olandese di Sleepy Hollow, da cui ogni notte di Halloween sorge come un fantasma maligno, cercando furiosamente la sua testa perduta.

## Leggenda texana
Il cavaliere senza testa (The Headless Horseman) è anche il protagonista, noto come El Muerto in spagnolo, di una leggenda nata al confine tra Stati Uniti e Messico, nel Texas meridionale nel corso del XIX secolo.
Nata da un racconto storicamente attendibile secondo il quale, nel 1850, nel Texas meridionale, un bandito messicano di nome Vidal, ladro di bestiame, fu catturato da due noti Texas Ranger, Creed Taylo e William "Bigfoot" Walace. I ranger, per prevenire che altri desperados seguissero le sue orme, ebbero la macabra idea di trasformare il corpo ucciso di Vidal in uno spettro vagabondo. Dopo averlo decapitato, infatti, legarono il suo cadavere sulla groppa di un cavallo mustang nero accecato, assicurando alla sommità della sella la testa recisa, protetta da un sombrero.
Furono in molti a vederlo, nativi americani, messicani e coloni, e ben presto iniziarono a nascere varie storie che affermavano l'esistenza dello spirito di un vaquero messicano che si aggirava in Texas, avvistato fino al secolo successivo. La storia fu narrata nel romanzo The Headless Horseman di Mayne Reid, pubblicato tra il 1865 e il 1866, venendo poi ripresa anche da altri autori, tra cui J. Warren Hunter (Tall Men with Long Rifles, 1906) e J. Frank Dobie (Tales of Old Time Texas, 1928).